# Danh sách Chủ tịch Ủy ban nhân dân tỉnh Việt Nam nhiệm kỳ 2016–2021
Dưới đây là danh sách Chủ tịch Ủy ban nhân dân các tỉnh và thành phố trực thuộc trung ương của Việt Nam nhiệm kì 2016-2021. Tất cả đều là Đảng viên Đảng Cộng sản Việt Nam.

## Danh sách
- tái đắc cử từ nhiệm kì trước (2011-2016)
- đang tại nhiệm
- tái đắc cử từ nhiệm kì trước và đang tại nhiệm

| Tỉnh/TP           | Họ và tên                  | Năm sinh | Nhiệm kì                               | Chức vụ khi được bầu                                                      | Ghi chú                                                            |
| ----------------- | -------------------------- | -------- | -------------------------------------- | ------------------------------------------------------------------------- | ------------------------------------------------------------------ |
| TP Hà Nội         | Nguyễn Đức Chung           | 1967     | 4/12/2015 - 25/9/2020                  | Thiếu tướng Phó Bí thư Thành ủy Giám đốc Công an Thành phố Hà Nội         | 11/8/2020 bị đình chỉ chức vụ, 28/8 bị tạm giam, rồi bị bãi nhiệm. |
| TP Hà Nội         | Chu Ngọc Anh               | 1965     | 25/9/2020 - 7/6/2022                   | Ủy viên Trung ương Đảng Bộ trưởng Bộ Khoa học và Công nghệ                | 7/6/2022, bị bãi nhiệm rồi bắt tạm giam                            |
| TP Hồ Chí Minh    | Nguyễn Thành Phong         | 1962     | 11/12/2015 - 24/08/2021                | Ủy viên Trung ương Đảng Phó Bí thư Thành ủy Thành phố Hồ Chí Minh         |                                                                    |
| TP Hải Phòng      | Nguyễn Văn Tùng            | 1964     | 29/6/2016 - nay                        | Phó Chủ tịch UBND Thành phố Hải Phòng                                     |                                                                    |
| TP Đà Nẵng        | Huỳnh Đức Thơ              | 1962     | 26/1/2015 - 9/12/2020                  | Phó Chủ tịch UBND Thành phố Đà Nẵng                                       | 9/2017 bị kỉ luật Cảnh cáo                                         |
| TP Đà Nẵng        | Lê Trung Chinh             | 1969     | 9/12/2020 - nay                        | Phó Bí thư Thành ủy Phó Chủ tịch Thường trực UBND Thành phố Đà Nẵng       | Phó Bí thư Thành ủy                                                |
| TP Cần Thơ        | Võ Thành Thống             | 1963     | 12/11/2015 - 21/5/2019                 | Phó Chủ tịch UBND Thành phố Cần Thơ                                       | Tháng 5/2019 được bổ nhiệm làm Thứ trưởng Bộ Kế hoạch và Đầu tư    |
| TP Cần Thơ        | Lê Quang Mạnh              | 1974     | 3/6/2019 - 15/10/2020                  | Thứ trưởng Bộ Kế hoạch và Đầu tư                                          | Tháng 9/2020 được bầu làm Bí thư Thành ủy Cần Thơ                  |
| TP Cần Thơ        | Trần Việt Trường           | 1971     | 15/10/2020 - nay                       | Trưởng Ban Tuyên giáo Thành ủy Cần Thơ                                    |                                                                    |
| An Giang          | Vương Bình Thạnh           | 1959     | 10/6/2011 - 1/4/2019                   |                                                                           |                                                                    |
| An Giang          | Nguyễn Thanh Bình          | 1964     | 27/5/2019 - nay                        | Quyền Chủ tịch UBND tỉnh An Giang                                         |                                                                    |
| Bà Rịa – Vũng Tàu | Nguyễn Văn Trình           | 1959     | 17/6/2014 - 31/7/2019                  |                                                                           |                                                                    |
| Bà Rịa – Vũng Tàu | Nguyễn Thành Long (quyền)  | 1960     | 1/8/2019 - 13/12/2019                  |                                                                           |                                                                    |
| Bà Rịa – Vũng Tàu | Nguyễn Văn Thọ             | 1968     | 13/12/2019 - nay                       | Bí thư Huyện ủy Xuyên Mộc                                                 |                                                                    |
| Bạc Liêu          | Dương Thành Trung          | 1961     | 10/12/2015 - 23/11/2020                |                                                                           |                                                                    |
| Bạc Liêu          | Phạm Văn Thiều             | 1970     | 23/11/2020 - nay                       | Phó Chủ tịch Hội đồng Nhân dân tỉnh Bạc Liêu                              |                                                                    |
| Bắc Giang         | Nguyễn Văn Linh            | 1959     | 27/4/2015 - 26/10/2019                 | Phó Chủ tịch Thường trực UBND tỉnh Bắc Giang                              |                                                                    |
| Bắc Giang         | Dương Văn Thái             | 1970     | 31/10/2019 - 8/12/2020                 | Phó Chủ tịch Thường trực UBND tỉnh Bắc Giang                              | Tháng 10/2020 được bầu làm Bí thư Tỉnh ủy Bắc Giang                |
| Bắc Giang         | Lê Ánh Dương               | 1966     | 8/12/2020 - nay                        | Phó Chủ tịch Thường trực UBND tỉnh Bắc Giang                              |                                                                    |
| Bắc Kạn           | Lý Thái Hải                | 1960     | 25/4/2014 - 1/10/2020                  | Phó Chủ tịch UBND tỉnh Bắc Kạn                                            |                                                                    |
| Bắc Kạn           | Đỗ Thị Minh Hoa (quyền)    | 1976     | 14/10/2020 - 11/12/2020                | Phó Chủ tịch UBND tỉnh Bắc Kạn                                            |                                                                    |
| Bắc Kạn           | Nguyễn Long Hải            | 1976     | 11/12/2020 - nay                       | Phó Chủ tịch Thường trực UBND tỉnh Lạng Sơn                               | Ủy viên dự khuyết Trung ương Đảng                                  |
| Bắc Ninh          | Nguyễn Tử Quỳnh            | 1959     | 24/4/2015 - 22/10/2019                 | Phó Chủ tịch Thường trực UBND tỉnh Bắc Ninh                               |                                                                    |
| Bắc Ninh          | Nguyễn Hương Giang         | 1969     | 14/11/2019 - nay                       | Chủ tịch Hội đồng Nhân dân tỉnh Bắc Ninh                                  |                                                                    |
| Bến Tre           | Cao Văn Trọng              | 1961     | 22/5/2015 - 31/10/2020                 |                                                                           |                                                                    |
| Bến Tre           | Trần Ngọc Tam              | 1965     | 31/10/2020 - nay                       | Phó Bí thư Thường trực Tỉnh ủy Bến Tre                                    |                                                                    |
| Bình Dương        | Trần Thanh Liêm            | 1962     | 10/12/2015 - 2/10/2020                 | Phó Chủ tịch UBND tỉnh Bình Dương                                         |                                                                    |
| Bình Dương        | Nguyễn Hoàng Thao          | 1963     | 2/10/2020 - nay                        | Phó Bí thư Thường trực Tỉnh ủy Bình Dương                                 |                                                                    |
| Bình Định         | Hồ Quốc Dũng               | 1966     | 21/11/2014 - 6/12/2020                 | Phó Chủ tịch UBND tỉnh Bình Định                                          |                                                                    |
| Bình Định         | Nguyễn Phi Long            | 1976     | 6/12/2020 - nay                        | Phó Chủ tịch UBND tỉnh Bình Định                                          | Ủy viên dự khuyết Trung ương Đảng                                  |
| Bình Phước        | Nguyễn Văn Trăm            | 1959     | 5/4/2013 - 1/12/2019                   | Chủ nhiệm Chính trị Quân khu 7                                            |                                                                    |
| Bình Phước        | Trần Tuệ Hiền              | 1969     | 9/12/2019 - nay                        | Phó Bí thư Thường trực Tỉnh ủy Chủ tịch Hội đồng Nhân dân tỉnh Bình Phước |                                                                    |
| Bình Thuận        | Nguyễn Ngọc Hai            | 1962     | 11/12/2015-18/1/2021                   | Phó Chủ tịch UBND tỉnh Bình Thuận                                         |                                                                    |
| Bình Thuận        | Lê Tuấn Phong              | 1974     | 18/1/2021 - nay                        | Phó Chủ tịch UBND tỉnh Bình Thuận                                         |                                                                    |
| Cà Mau            | Nguyễn Tiến Hải            | 1965     | 30/6/2015 - 3/9/2020                   | Phó Chủ tịch UBND tỉnh Cà Mau                                             |                                                                    |
| Cà Mau            | Lê Quân                    | 1974     | 3/9/2020 - nay                         | Thứ trưởng Bộ Lao động, Thương binh và Xã hội                             |                                                                    |
| Cao Bằng          | Hoàng Xuân Ánh             | 1964     | 27/5/2015 - nay                        | Chủ nhiệm Ủy ban Kiểm tra Tỉnh ủy Cao Bằng                                |                                                                    |
| Đắk Lắk           | Phạm Ngọc Nghị             | 1965     | 10/2/2015 - nay                        | Giám đốc Sở Kế hoạch và Đầu tư                                            |                                                                    |
| Đắk Nông          | Nguyễn Bốn                 | 1962     | 10/12/2015 - 12/11/2020                | Phó Chủ tịch UBND tỉnh Đắk Nông                                           |                                                                    |
| Đắk Nông          | Nguyễn Đình Trung          | 1973     | 12/11/2020 - nay                       | Phó Bí thư Tỉnh ủy Đắk Nông                                               |                                                                    |
| Điện Biên         | Mùa A Sơn                  | 1964     | 8/12/2010 - nay                        | Phó Chủ tịch UBND tỉnh Điện Biên                                          |                                                                    |
| Đồng Nai          | Đinh Quốc Thái             | 1959     | 10/6/2011 - 30/8/2019                  | Phó Chủ tịch UBND tỉnh Đồng Nai                                           |                                                                    |
| Đồng Nai          | Cao Tiến Dũng              | 1972     | 30/8/2019 - nay                        | Bí thư Huyện ủy Long Thành                                                |                                                                    |
| Đồng Tháp         | Nguyễn Văn Dương           | 1961     | 3/7/2014 - 8/12/2020                   | Phó Chủ tịch UBND tỉnh Đồng Tháp                                          |                                                                    |
| Đồng Tháp         | Phạm Thiện Nghĩa           | 1966     | 8/12/2020 - nay                        | Phó Chủ tịch UBND tỉnh Đồng Tháp                                          |                                                                    |
| Gia Lai           | Võ Ngọc Thành              | 1963     | 7/9/2015 - nay                         | Phó Chủ tịch UBND tỉnh Gia Lai                                            |                                                                    |
| Hà Giang          | Nguyễn Văn Sơn             | 1964     | 10/12/2015 - nay                       | Phó Chủ tịch UBND tỉnh Hà Giang                                           |                                                                    |
| Hà Nam            | Nguyễn Xuân Đông           | 1961     | 20/11/2014 - nay                       | Phó Chủ tịch UBND tỉnh Hà Nam                                             |                                                                    |
| Hà Tĩnh           | Đặng Quốc Khánh            | 1976     | 21/4/2016 - 15/7/2019                  | Phó Chủ tịch UBND tỉnh Hà Tĩnh                                            |                                                                    |
| Hà Tĩnh           | Trần Tiến Hưng             | 1976     | 15/7/2019 - 16/4/2021                  | Ủy viên Ủy ban Kiểm tra Trung ương                                        |                                                                    |
| Hà Tĩnh           | Võ Trọng Hải               | 1968     | 16/4/2021 - nay                        | Giám đốc Công an Nghệ An                                                  |                                                                    |
| Hải Dương         | Nguyễn Dương Thái          | 1962     | 9/12/2015 - nay                        | Phó Chủ tịch UBND tỉnh Hải Dương                                          |                                                                    |
| Hậu Giang         | Lữ Văn Hùng                | 1963     | 2/12/2015 - 17/4/2018                  | Chỉ huy trưởng Bộ CHQS tỉnh Hậu Giang                                     |                                                                    |
| Hậu Giang         | Lê Tiến Châu               | 1969     | 17/4/2018 - 10/11/2020                 | Thứ trưởng Bộ Tư pháp                                                     |                                                                    |
| Hậu Giang         | Đồng Văn Thanh             | 1969     | 10/11/2020 - nay                       | Phó Chủ tịch UBND tỉnh Hậu Giang                                          |                                                                    |
| Hòa Bình          | Nguyễn Văn Quang           | 1959     | 15/4/2014 - 17/7/2019                  | Phó Chủ tịch UBND tỉnh Hòa Bình                                           |                                                                    |
| Hòa Bình          | Bùi Văn Khánh              | 1964     | 17/7/2019 - nay                        | Phó Chủ tịch UBND tỉnh Hòa Bình                                           |                                                                    |
| Hưng Yên          | Nguyễn Văn Phóng           | 1960     | 10/12/2015 - 30/11/2020                | Phó Chủ tịch UBND tỉnh Hưng Yên                                           |                                                                    |
| Hưng Yên          | Trần Quốc Văn              | 1968     | 30/11/2020 - nay                       | Bí thư Huyện ủy Văn Lâm                                                   |                                                                    |
| Khánh Hòa         | Lê Đức Vinh                | 1965     | 26/10/2015 - 13/12/2019 (bị cách chức) |                                                                           |                                                                    |
| Khánh Hòa         | Nguyễn Đắc Tài (phụ trách) | 1962     | 13/12/2019 - 21/2/2020                 |                                                                           |                                                                    |
| Khánh Hòa         | Nguyễn Tấn Tuân            | 1964     | 21/2/2020 - nay                        | Phó Bí thư Thường trực Tỉnh ủy Khánh Hòa                                  |                                                                    |
| Kiên Giang        | Phạm Vũ Hồng               | 1961     | 28/10/2015 - 7/7/2020                  | Phó Chủ tịch UBND tỉnh Kiên Giang                                         |                                                                    |
| Kiên Giang        | Đỗ Thanh Bình              | 1967     | 7/7/2020 - 6/11/2020                   | Phó Chủ tịch UBND tỉnh Kiên Giang                                         |                                                                    |
| Kiên Giang        | Lâm Minh Thành             | 1972     | 6/11/2020 - nay                        | Phó Chủ tịch UBND tỉnh Kiên Giang                                         |                                                                    |
| Kon Tum           | Nguyễn Văn Hòa             | 1963     | 1/7/2016 - 23/10/2020                  | Chủ nhiệm Ủy ban Kiểm tra Tỉnh ủy Kon Tum                                 |                                                                    |
| Kon Tum           | Lê Ngọc Tuấn               | 1965     | 23/10/2020 - nay                       | Phó Chủ tịch UBND tỉnh Kon Tum                                            |                                                                    |
| Lai Châu          | Đỗ Ngọc An                 | 1963     | 18/5/2015 - 28/2/2019                  | Phó Bí thư Tỉnh ủy Lai Châu                                               |                                                                    |
| Lai Châu          | Trần Tiến Dũng             | 1975     | 28/2/2019 - nay                        | Thứ trưởng Bộ Tư pháp                                                     |                                                                    |
| Lạng Sơn          | Phạm Ngọc Thưởng           | 1968     | 22/4/2016 - 17/7/2020                  | Phó Chủ tịch UBND tỉnh Lạng Sơn                                           |                                                                    |
| Lạng Sơn          | Hồ Tiến Thiệu              | 1965     | 17/7/2020 - nay                        | Phó Chủ tịch UBND tỉnh Lạng Sơn                                           |                                                                    |
| Lào Cai           | Đặng Xuân Phong            | 1972     | 10/12/2015 - 9/11/2020                 | Phó Chủ tịch UBND tỉnh Lào Cai                                            |                                                                    |
| Lào Cai           | Trịnh Xuân Trường          | 1977     | 9/11/2020 - nay                        | Phó Chủ tịch UBND tỉnh Lào Cai                                            |                                                                    |
| Lâm Đồng          | Đoàn Văn Việt              | 1963     | 17/11/2014 - 18/11/2020                | Phó Chủ tịch UBND tỉnh Lâm Đồng                                           |                                                                    |
| Lâm Đồng          | Trần Văn Hiệp              | 1965     | 18/11/2020 - nay                       | Phó Bí thư Tỉnh ủy Lâm Đồng                                               |                                                                    |
| Long An           | Trần Văn Cần               | 1962     | 17/6/2016 - 11/11/2020                 | Phó Bí thư Thường trực Tỉnh ủy Long An                                    |                                                                    |
| Long An           | Nguyễn Văn Út              | 1969     | 11/11/2020 - nay                       | Phó Chủ tịch UBND tỉnh Long An                                            | [ 3 ]                                                              |
| Nam Định          | Phạm Đình Nghị             | 1965     | 28/10/2015 - nay                       | Bí thư Thành ủy Nam Định                                                  |                                                                    |
| Nghệ An           | Nguyễn Xuân Đường          | 1958     | 15/5/2013 - 1/10/2018                  | Phó Chủ tịch UBND tỉnh Nghệ An                                            |                                                                    |
| Nghệ An           | Thái Thanh Quý             | 1975     | 1/10/2018 - 18/3/2020                  | Ủy viên Dự khuyết Trung ương Đảng Trưởng Ban Dân vận Tỉnh ủy Nghệ An      |                                                                    |
| Nghệ An           | Nguyễn Đức Trung           | 1974     | 18/3/2020 - nay                        | Thứ trưởng Bộ Kế hoạch và Đầu tư                                          |                                                                    |
| Ninh Bình         | Đinh Văn Điến              | 1961     | 21/10/2014 - 9/12/2020                 | Phó Chủ tịch UBND tỉnh Ninh Bình                                          |                                                                    |
| Ninh Bình         | Phạm Quang Ngọc            | 1973     | 9/12/2020 - nay                        | Phó Chủ tịch UBND tỉnh Ninh Bình                                          |                                                                    |
| Ninh Thuận        | Lưu Xuân Vĩnh              | 1961     | 30/5/2014 - 16/11/2020                 | Phó Bí thư Thường trực Tỉnh ủy Ninh Thuận                                 |                                                                    |
| Ninh Thuận        | Trần Quốc Nam              | 1971     | 16/11/2020 - nay                       | Trưởng Ban Tổ chức Tỉnh ủy Ninh Thuận                                     |                                                                    |
| Phú Thọ           | Bùi Minh Châu              | 1961     | 3/11/2015 - 27/3/2019                  | Phó Bí thư Thường trực Tỉnh ủy Phú Thọ                                    |                                                                    |
| Phú Thọ           | Bùi Văn Quang              | 1967     | 27/3/2019 - nay                        | Phó Bí thư Thường trực Tỉnh ủy Phú Thọ                                    |                                                                    |
| Phú Yên           | Hoàng Văn Trà              | 1964     | 19/11/2015 - 8/8/2018                  | Ủy viên Ủy ban Kiểm tra Trung ương                                        |                                                                    |
| Phú Yên           | Phạm Đại Dương             | 1974     | 8/8/2018 - 16/11/2020                  | Thứ trưởng Bộ Khoa học và Công nghệ                                       |                                                                    |
| Phú Yên           | Trần Hữu Thế               | 1973     | 16/11/2020 - nay                       | Phó Chủ tịch UBND tỉnh Phú Yên                                            |                                                                    |
| Quảng Bình        | Nguyễn Hữu Hoài            | 1958     | 6/1/2010 - 6/12/2018                   | Phó Chủ tịch UBND tỉnh Quảng Bình                                         |                                                                    |
| Quảng Bình        | Trần Công Thuật            | 1961     | 6/12/2018 - 20/11/2020                 | Phó Bí thư Thường trực Tỉnh ủy Quảng Bình                                 |                                                                    |
| Quảng Bình        | Trần Thắng                 | 1966     | 20/11/2020 - nay                       | Phó Bí thư Thường trực Tỉnh ủy Quảng Bình                                 |                                                                    |
| Quảng Nam         | Đinh Văn Thu               | 1959     | 6/4/2015 - 31/10/2019                  | Phó Chủ tịch UBND tỉnh Quảng Nam                                          |                                                                    |
| Quảng Nam         | Lê Trí Thanh               | 1970     | 29/11/2019 - nay                       | Phó Chủ tịch UBND tỉnh Quảng Nam                                          |                                                                    |
| Quảng Ngãi        | Trần Ngọc Căng             | 1960     | 15/9/2015 - 30/6/2020                  | Phó Chủ tịch UBND tỉnh Quảng Ngãi                                         | 6/2020 bị kỉ luật Cảnh cáo                                         |
| Quảng Ngãi        | Đặng Văn Minh              | 1966     | 15/9/2020 - nay                        | Trưởng Ban Tổ chức Tỉnh ủy Quảng Ngãi                                     |                                                                    |
| Quảng Ninh        | Nguyễn Đức Long            | 1959     | 20/4/2015 - 1/5/2019                   | Phó Bí thư Tỉnh ủy Quảng Ninh                                             |                                                                    |
| Quảng Ninh        | Nguyễn Văn Thắng           | 1973     | 5/7/2019 - 31/10/2020                  | Ủy viên Dự khuyết Trung ương Đảng Phó Chủ tịch UBND tỉnh Quảng Ninh       |                                                                    |
| Quảng Ninh        | Nguyễn Tường Văn           | 1971     | 31/10/2020 - nay                       | Thứ trưởng Bộ Xây dựng                                                    |                                                                    |
| Quảng Trị         | Nguyễn Đức Chính           | 1959     | 17/11/2014 - 31/1/2020                 | Phó Chủ tịch UBND tỉnh Quảng Trị                                          |                                                                    |
| Quảng Trị         | Hà Sỹ Đồng (quyền)         | 1964     | 1/2/2020 - 9/6/2020                    | Phó Chủ tịch UBND tỉnh Quảng Trị                                          |                                                                    |
| Quảng Trị         | Võ Văn Hưng                | 1972     | 9/6/2020 - nay                         | Bí thư Thành ủy Đông Hà                                                   |                                                                    |
| Sóc Trăng         | Trần Văn Chuyện            | 1962     | 2/7/2016 - 10/11/2020                  | Chủ nhiệm Ủy ban Kiểm tra Tỉnh ủy Sóc Trăng                               | [ 5 ]                                                              |
| Sóc Trăng         | Trần Văn Lâu               | 1970     | 10/11/2020 - nay                       | Chỉ huy trưởng Bộ CHQS tỉnh Sóc Trăng                                     | [ 5 ]                                                              |
| Sơn La            | Cầm Ngọc Minh              | 1959     | 7/7/2011 - 1/3/2019                    | Phó Chủ tịch UBND tỉnh Sơn La                                             |                                                                    |
| Sơn La            | Tráng Thị Xuân (quyền)     | 1969     | 1/3/2019 - 12/6/2019                   | Phó Chủ tịch UBND tỉnh Sơn La                                             |                                                                    |
| Sơn La            | Hoàng Quốc Khánh           | 1969     | 12/6/2019 - nay                        | Chủ nhiệm Ủy ban Kiểm tra Tỉnh ủy Sơn La                                  |                                                                    |
| Tây Ninh          | Phạm Văn Tân               | 1960     | 6/11/2015 - 31/7/2020                  | Phó Chủ tịch UBND tỉnh Tây Ninh                                           |                                                                    |
| Tây Ninh          | Nguyễn Thanh Ngọc          | 1969     | 28/8/2020 - nay                        | Phó Chủ tịch UBND tỉnh Tây Ninh                                           |                                                                    |
| Thái Bình         | Nguyễn Hồng Diên           | 1965     | 10/3/2015 - 30/7/2018                  | Phó Bí thư Thường trực Tỉnh ủy Thái Bình                                  |                                                                    |
| Thái Bình         | Đặng Trọng Thăng           | 1960     | 30/7/2018 - 10/11/2020                 | Phó Bí thư Thường trực Tỉnh ủy Thái Bình                                  |                                                                    |
| Thái Bình         | Nguyễn Khắc Thận           | 1974     | 10/11/2020 - nay                       | Phó Chủ tịch UBND tỉnh Thái Bình                                          |                                                                    |
| Thái Nguyên       | Vũ Hồng Bắc                | 1961     | 9/12/2015 - 10/12/2020                 | Phó Bí thư Thường trực Tỉnh ủy Thái Nguyên                                |                                                                    |
| Thái Nguyên       | Trịnh Việt Hùng            | 1977     | 10/12/2020 - nay                       | Phó Chủ tịch UBND tỉnh Thái Nguyên                                        |                                                                    |
| Thanh Hóa         | Nguyễn Đình Xứng           | 1962     | 30/12/2014 - 6/12/2020                 | Phó Chủ tịch UBND tỉnh Thanh Hóa                                          |                                                                    |
| Thanh Hóa         | Đỗ Minh Tuấn               | 1972     | 6/12/2020 - nay                        | Phó Bí thư Tỉnh ủy Thanh Hóa                                              |                                                                    |
| Thừa Thiên Huế    | Nguyễn Văn Cao             | 1958     | 20/4/2010 - 4/6/2018                   | Phó Chủ tịch UBND tỉnh Thừa Thiên Huế                                     |                                                                    |
| Thừa Thiên Huế    | Phan Ngọc Thọ              | 1963     | 4/6/2018 - nay                         | Phó Chủ tịch UBND tỉnh Thừa Thiên Huế                                     |                                                                    |
| Tiền Giang        | Lê Văn Hưởng               | 1962     | 11/12/2015 - 11/12/2020                | Phó Chủ tịch UBND tỉnh Tiền Giang                                         |                                                                    |
| Tiền Giang        | Nguyễn Văn Vĩnh            | 1967     | 11/12/2020 - nay                       | Trưởng Ban Nội chính Tỉnh ủy Tiền Giang                                   |                                                                    |
| Trà Vinh          | Đồng Văn Lâm               | 1961     | 4/1/2014 - 5/11/2020                   | Phó Chủ tịch UBND tỉnh Trà Vinh                                           |                                                                    |
| Trà Vinh          | Lê Văn Hẳn                 | 1970     | 5/11/2020 - nay                        | Phó Chủ tịch UBND tỉnh Trà Vinh                                           |                                                                    |
| Tuyên Quang       | Phạm Minh Huấn             | 1960     | 14/5/2015 - 1/8/2020                   | Phó Bí thư Thường trực Tỉnh ủy Tuyên Quang                                |                                                                    |
| Tuyên Quang       | Nguyễn Văn Sơn             | 1970     | 26/8/2020 - nay                        | Chủ tịch Hội đồng Nhân dân tỉnh Tuyên Quang                               |                                                                    |
| Vĩnh Long         | Nguyễn Văn Quang           | 1959     | 16/6/2015 - 30/6/2019                  | Phó Chủ tịch UBND tỉnh Vĩnh Long                                          |                                                                    |
| Vĩnh Long         | Lữ Quang Ngời (phụ trách)  | 1972     | 1/7/2019 - 13/1/2020                   | Phó Chủ tịch UBND tỉnh Vĩnh Long                                          |                                                                    |
| Vĩnh Long         | Lữ Quang Ngời              | 1972     | 13/1/2020 - nay                        | Phó Chủ tịch UBND tỉnh Vĩnh Long                                          |                                                                    |
| Vĩnh Phúc         | Nguyễn Văn Trì             | 1962     | 28/9/2015 - 30/10/2020                 | Phó Chủ tịch Hội đồng Nhân dân tỉnh Vĩnh Phúc                             |                                                                    |
| Vĩnh Phúc         | Lê Duy Thành               | 1969     | 30/10/2020 - nay                       | Phó Chủ tịch UBND tỉnh Vĩnh Phúc                                          |                                                                    |
| Yên Bái           | Phạm Thị Thanh Trà         | 1964     | 20/4/2015 - 8/2/2017                   | Phó Bí thư Tỉnh ủy Yên Bái                                                |                                                                    |
| Yên Bái           | Đỗ Đức Duy                 | 1970     | 8/2/2017 - 2/10/2020                   | Thứ trưởng Bộ Xây dựng                                                    |                                                                    |
| Yên Bái           | Trần Huy Tuấn              | 1974     | 2/10/2020 - nay                        | Trưởng Ban Tổ chức Tỉnh ủy Yên Bái                                        |                                                                    |